# Karl Leopold Michaelis
Karl Paul Leopold Michaelis (* 6. April 1822 in Glogau; † 22. Juli 1886 in Frankfurt an der Oder) war ein deutscher Richter und Reichstagsabgeordneter.

## Leben
Michaelis besuchte die Gymnasien in Glogau und Hirschberg und studierte an der Friedrich-Wilhelms-Universität zu Berlin Rechtswissenschaft. 1843 wurde er Mitglied des Corps Marchia Berlin. Nach dem Studium war er beim Königlichen Stadt- und Kammergericht in Berlin und beim Appellationsgericht in Halberstadt tätig. Ab 1852 war er Assessor und ab 1853 Richter in Worbis und Bunzlau. Zuletzt war er Landgerichtsrat in Frankfurt (Oder).
1873–1879 war er Mitglied des Preußischen Abgeordnetenhauses und von 1874 bis 1878 des Deutschen Reichstags für den Wahlkreis Liegnitz 5 (Löwenberg) und die Nationalliberale Partei.